# Чистяков, Фёдор Валентинович
Фёдор Валенти́нович Чистяко́в (28 декабря 1967, Ленинград, СССР), известный также под псевдонимом Дядя Фёдор — советский и российский рок-музыкант, композитор, автор песен, баянист и гитарист, основатель и лидер группы «Ноль» (1986—1999).

## Биография
Фёдор Чистяков родился 28 декабря 1967 года в Ленинграде. В возрасте 8 лет начал заниматься в музыкальном кружке при общеобразовательной школе по классу баяна. Позже продолжил обучение в музыкальной школе им. Н. А. Римского-Корсакова. В 6-м классе Чистяков увлёкся современной музыкой, стал учиться играть на гитаре и загорелся идеей организовать группу.

### 1980-е годы
В 1985 году, оказавшись после переезда в новой школе, Фёдор Чистяков познакомился с Алексеем Николаевым и Анатолием Платоновым (впоследствии лидер группы «Самые Неприятные Кавалеры»). Втроём они создали группу Scrap (с англ. — «мусор, металлолом») и даже записали дома у Чистякова магнитоальбом Scrap, воспользовавшись отсутствием родителей. В том же году друзья начали посещать кружок звукозаписи в доме Юного Техника на Панфиловой улице, где познакомились с создателем и руководителем кружка, Андреем Тропилло. С осени 1985 до весны 1986 года ребята записывали так называемый «учебный альбом».

Фёдор пел, играл на гитаре и басу, Николс — на барабане и гитаре. Находившийся в соседней комнате Тропилло в творческий процесс особо не вмешивался, обучая, по его воспоминаниям, «игре на испанской гитаре каких-то девочек-десятиклассниц».
— Александр Кушнир
На самом деле кружок звукозаписи был прикрытием для полуподпольной студии Тропилло «АнТроп», в которой неофициально записывались как уже ставшие известными группы Ленинградского Рок-клуба — такие как «Алиса», «Зоопарк», «Аквариум», «Кино» — так и совсем юные исполнители (вроде школьных групп «Соседи», «Младшие братья» и тот самый чистяковский «Scrap»). Там, в студии, Чистяков и Николаев познакомились с бас-гитаристом Дмитрием «Монстром» Гусаковым («Medium», «Вымысел», «Цветные сны»), который заменил Толика Платонова.
В середине 1986 года на студии Тропилло был записан первый альбом Чистякова сотоварищи — «Музыка драчёвых напильников» — и встал вопрос о новом названии группы. Оно пришло из песни «Инвалид нулевой группы»; так коллектив получил название «Нулевая группа» (к осени сократившееся до простого «Ноль»). Альбом позднее был включён в каталог подпольной звукозаписи в СССР — в книгу Александра Кушнира «100 магнитоальбомов советского рока».
14 декабря 1986 года группа «Ноль» дебютировала в клубе «Юность» на Московском.
26 декабря 1986 года группа произвела фурор на Новогоднем концерте в Рок-клубе, выступив с песнями «Сказка о колбасе», «Коммунальные квартиры» и пр.
Проект привлёк внимание публики и критиков благодаря необычной манере игры Фёдора Чистякова на баяне, нехарактерном для рок-музыки инструменте, а также острыми социальными текстами и выразительным сценическим образом парня в русской рубахе с гармошкой, играющего рок-н-ролл.

Это рабочие районы, и сегодня они почти те же, что были сто лет назад. Оттуда родом почти все музыканты «Ноля», включая Фёдора, и эта дореволюционная эстетика «парень-с-гармошкой» откуда-то из «Юности Максима», с которой Федя вышел на рок-подмостки, досталась ему в наследство от этих мест.
— Василий Соловьёв-Спасский, «Крестики-нолики, или Повесть о горе-злосчастии Федьки Чистякова» («Огонёк», 1996) 
В марте 1987 года «Ноль» выехал на первые гастроли — в Новгород. С этого момента у группы началась бурная концертная деятельность. В 1989—1990 годах группа побывала в Финляндии, Чехословакии, Франции, Германии, Ирландии.

### 1990-е годы
Творческий пик группы пришёлся на 1991 год, когда был выпущен альбом «Песня о безответной любви к Родине», многие песни из которого стали хитами и вошли в ротацию радиостанций «Наше Радио» и «Радио Рокс». «Песня о настоящем индейце» была включена в хит-парад «100 лучших песен русского рока в XX веке» («Наше Радио»).

Альбом из всех, когда-либо выпущенных Дядей Фёдором и компанией, пожалуй, наиболее известный и во всех отношениях «хитовый». Вряд ли найдётся в России человек, которому были бы неизвестны «Человек и кошка», «Улица Ленина» или «Песня о настоящем индейце».
— Дед Звукарь (Соня Соколова), портал «Звуки.Ру» (2003)
В 1991—1992 годах Чистяков проживал в Комарове на даче у своей приятельницы Ирины Левшаковой, в те годы активно общавшейся с представителями рок-тусовки, такими как Борис Гребенщиков и Константин Кинчев. На этой даче, по свидетельствам современников, в ходу были галлюциногенные грибы и марихуана.
В это время Фёдор Чистяков познакомился с кинорежиссёром Бахытом Килибаевым, изредка наведывался в Москву в связи со съёмками клипа «Иду, курю». Летом 1992 года Чистяков вместе с группой «Ноль» выехал в Москву для записи альбома «Полундра». Это было время тяжёлого личностного кризиса, вызванного различными обстоятельствами, в том числе, употреблением наркотиков. Тем же летом Бахыт Килибаев закончил свой мистический триллер «Гонгофер». В качестве саундтрека фильма полностью использовались треки группы «Ноль» из разных альбомов.

Ноль подходят к своему краю. «Полундра», записанная уже за несколько месяцев до так называемой трагедии Фёдора Чистякова, — это последний его крик души. Слушать его не так просто, потому что налицо полный крах и деградация, альбом раздражает и нервирует… Фёдор создаёт свой гимн суициду … «Последнее, зачем было жить — это записать этот альбом. Больше смысла жить не было». И словно в насмешку: «Нам очень хорошо заплатили за „Полундру“, миллион, или там сто тысяч, я не помню, помню, что это был целый рюкзак денег.»
— Василий Соловьёв-Спасский, «Крестики-нолики, или Повесть о горе-злосчастии Федьки Чистякова» («Огонёк», 1996)
8 октября 1992 года Чистяков в Комарове вышел на прогулку с Ириной Левшаковой и напал на неё с ножом, нанеся ей несколько ножевых ранений в области шеи (впоследствии на допросе объяснял свой поступок тем, что по его мнению, она ведьма, и что он хотел избавить человечество от её чёрной ауры). Был осуждён по статьям 15, 103 УК РСФСР. Во время следствия Чистяков провёл около года в заключении в «Крестах». На суде был признан невменяемым. С диагнозом параноидная шизофрения был отправлен на лечение в Городскую психиатрическую больницу № 3 имени И. И. Скворцова-Степанова, где находился с августа 1993 по сентябрь 1994 года.
В 1995 году Фёдор Чистяков стал Свидетелем Иеговы. Библейские знания, по его словам, буквально спасли его. Став глубоко религиозным человеком, Чистяков кардинально изменил свой образ жизни: бросил пить, курить, сквернословить и исполнять свои прежние песни, основанные на этих пороках.
В 1997 году музыкант начал сольную карьеру. Был записан альбом «Когда проснётся Бах». Альбом большей частью состоял из инструментальных переработок И. С. Баха. Был холодно принят как слушателями, так и критиками. Впоследствии музыка из этого альбома была оценена и использована режиссёром Александром Барановым в сериале «Участок».

В отсутствие концепции единственным сколько-нибудь интересным номером может считаться вольное переложение темы Doors «Реоple Are Strange», — хотя бы самим выбором источника. Можно предположить, что Фёдор Чистяков больше не «Дядя Фёдор» и уже не Инвалид Нулевой Группы, а совершенно здоровый член общества…
— Андрей Бурлака. Рецензия: Фёдор Чистяков «Когда проснётся Бах» (1997)
В 1998 году состоялась попытка воссоединения группы «Ноль». Совместно был дан ряд концертов, на основании которых был создан концертный альбом «Что так сердце растревожено». На студии «Мелодия» были записаны три композиции.

### 2000-е годы
В 2000 году Фёдор Чистяков познакомился с московским блюзовым исполнителем на губной гармошке Владимиром Кожекиным («Станция Мир») и петербургским блюзовым гитаристом Иваном Жуком («Наеховичи»). Был образован совместный проект Bayan, Harp & Blues, ориентированный на инструментальную музыку, записан альбом под тем же названием и дана серия совместных концертов.
Одновременно с этим возник Питерский акустический проект «Зелёная комната», в котором участвовал Игорь Рудик — клавишник, известный по группе «Дети». При его участии был записан альбом «Бармалей инкорпорейтедъ» с песнями на детские стихи Корнея Чуковского, Тима Собакина, Григория Кружкова, Даниила Хармса и других, выпущенный фирмой «Мистерия звука» в 2001 году. В записи альбома принял участие как аранжировщик и звукооператор Пётр Струков, известный ранее как один из основателей и авторов группы «Дети».

Если «Бибигон» был написан Чуковским для того, чтобы мягко приучить детей к классическим формам мировой поэзии, а «Времена года» — пособие для игры на фо-но, то «Бармалей Инкорпорейтедъ», созданный «дядей Фёдором» Чистяковым, экс-лидером ломовой группы «Ноль», может считаться наиболее комфортным способом обучения детей и взрослых лучшим образцам мирового рока. За литературную основу взята книжка детских стихов «Всё Наоборот»: Чуковский, Сапгир, Милн и другие любимые детские поэты. За музыкальную основу взяты Deep Purple, Chuck Berry, James Johnson и прочие мастера прошлого века.
— Соня Соколова, портал «Звуки.Ру» (2001)
В 2003 году фирмой «Отделение Выход» был выпущен альбом «Ондатр». Наиболее известные песни из альбома — «Ондатр», «Старый Джон Белл», «Медведь», «Цвет моей мечты», которые заняли прочное место в репертуаре артиста.

Дядя Фёдор в гордом одиночестве продолжает разрабатывать золотые жилы, которые его старшие товарищи обменяли на гарантированную миску радиопохлёбки. При этом того же «Медведя» не брезгуют крутить по радио… Что ж, хоть кто-то продолжает держать марку настоящего питерского рока. Кустарного и экстравагантного, забавного и ни от чьих прихотей особо не зависящего.
— Дмитрий Бебенин, портал «Звуки.Ру» (2003)
Примерно в то же время Фёдор Чистяков вместе с клавишником Игорем Рудиком объединились с питерской ритм-секцией Юрия Николаева (барабаны) и Наиля Кадырова (бас), образовав так называемый «Чистяков-Бэнд». В этом составе группа просуществовала до 2005 года, когда Фёдор Чистяков объявил об окончательном уходе со сцены и закрытии проекта.
В течение периода молчания Фёдор Чистяков совсем отошёл от музыки и занимался видеопроизводством. Первым заметным результатом этого стал концертный DVD, отснятый на концертах «Чистяков-Бэнд» в 2003—2004 году «Ондатра брать живым». Это видео было полностью подготовлено Фёдором Чистяковым.
В декабре 2008 года в кинотеатрах России состоялась премьера музыкального фильма «Стиляги», в саундтрек которого вошла сделанная Константином Меладзе свинговая аранжировка песни из альбома «Песня о безответной любви к Родине» (1991) — «Человек и кошка», в исполнении Сергея Гармаша.
Несмотря на заявление Чистякова в 2005 году о том, что он не планирует больше записывать альбомы и возобновлять концертную деятельность, осенью 2009 года им был выпущен альбом-саундтрек «Кинопробы», включающий в себя музыку к сериалам «Громовы» и «Синдром Феникса».
23 октября 2009 года музыкант в своём блоге официально заявил о возвращении на сцену, уточнив, что это произойдёт не в составе группы «Ноль», а совместно с музыкантами петербургской группы «Кафе».

Всё произошло довольно неожиданно, тем любопытнее будет результат. Началось всё со съёмок клипа для группы «Кафе» и совместной записи версии песни «Цвет моей мечты». Сейчас мы с музыкантами «Кафе» начали совместные репетиции. В середине декабря, если всё будет идти по плану, состоятся наши совместные концерты. В программе композиции с моих сольных альбомов и песни из репертуара группы «Ноль», которые последний раз звучали со сцены более 17 лет назад («Улица Ленина», «Человек и кошка» и другие).

Первые же выступления в декабре 2009 года прошли с успехом на больших концертных площадках обеих столиц. Особенностью концертной программы под названием «Концерт на улице Ленина. 20 лет спустя», стало исполнение блока песен из репертуара группы «Ноль», действительно не исполнявшихся на сцене около 20 лет («Улица Ленина», «Инвалид нулевой группы», «Человек и кошка»).

### 2010-е годы
В течение 2010—2011 годов Фёдор Чистяков в сопровождении музыкантов группы «Кафе» активно гастролировал с программой «Концерт на улице Ленина. 20 лет спустя».
Летом 2010 года Чистяков с этой программой появился на фестивале «Нашествие».
Летом 2010 года Фёдор Чистяков работал над созданием концертного альбома, основанного на записях сделанных на представлениях программы «Концерт на улице Ленина. 20 лет спустя». Одноимённый DVD+CD увидел свет в ноябре того же года.
В 2010 году Чистяков вместе с группой записал студийный альбом «Дежавю», изданный ограниченным тиражом на виниле. Альбом был записан и сведён в Санкт-Петербурге осенью 2010 года.
Результат не удовлетворил музыканта, и в следующего года Фёдор Чистяков продолжал работу над записанным студийным материалом в своей студии.
Осенью 2011 года был опубликован альбом «Updated2012».

Альбом «Updated 2012» — квинтэссенция чистяковского перфекционизма, … памятник и приговор самому себе. Недовольный качеством записи альбома «Дежавю», Фёдор набело переписывает пластинку, создавая удивительную по нерву и откровенности запись — может быть, самый сильный из русских релизов 2011 года.
— (Звуки.ру)
11 декабря 2011 года в Санкт-Петербурге в ДК имени Ленсовета состоялся концерт презентация альбома Updated2012. На саундчеке в день концерта Фёдор Чистяков узнал о смерти собственной матери. В 2012 году он работал над записью этого концерта. Эта запись была опубликована под названием Updatedlive в мае 2012 года.
В конце 2012 года Фёдор Чистяков работал над альбомом «Правило игры». Этот альбом за исключением одного трека был полностью создан Фёдором Чистяковым в его собственной студии.
Релиз состоялся в феврале 2013 года. Альбом был тепло принят слушателями и критиками.

С выходом альбома «Updated2012» творчество нового проекта вышло на новый виток развития. Музыкант улучшил аранжировки и стал записывать многослойные музыкальные произведения. В последние годы Федор Чистяков увлекся компьютерными программами по обработке звука, и в рамках свежего релиза немалого достиг на этом поприще.— (Newsmuz.com - Новости шоу-бизнеса и музыки )
В 2013—2014 годах Фёдор Чистяков выступал с программой «Искусство», включившей в себя новые треки из альбома «Правило игры» и названой по одноимённой песне из него.
В конце 2014 года Фёдор Чистяков вместе с музыкантами группы Puttin' on the Beatles Style образовал новый инструментальный баянный проект «Аккордеон Рок».
В апреле 2015 года проект был представлен в обеих столицах.

Звучало красиво, величаво и победоносно. Совершенно невозможно было усидеть на месте во время исполнения аккордеонистами песни «Битлз» «Васк in USSR» — настолько задорно, танцевально она прозвучала.
— Людмила Андреева.
В январе 2016 года был опубликован двойной DVD, включавший в себя документальный фильм «Выше Ноля» и одноимённую видеозапись концерта, который был записан в Санкт-Петербурге 17 января 2015 года. Фильм побудил задуматься даже одного из критиков, как правило скептически настроенного по отношению к современному творчеству артиста.
Несмотря на отсутствие внешних эффектов, повествование местами выглядит очень драматично. Коллеги, вдруг решившие сделать с Фёдором «совместку», внезапные творческие идеи, публика, наконец - каждый раз находилось что-то, дающее Чистякову новую мотивацию. А можно ли пафосно назвать это перстами судьбы, зритель решит для себя самостоятельно. Как бы то ни было, Фёдор Чистяков давно уже «выше «Ноля» - и после этого фильма с такой позицией согласится даже самый упёртый фанат раннего творчества.https://www.intermedia.ru/news/305824
20 апреля 2016 года вышел очередной сольный альбом Чистякова «Без дураков», полностью состоящий из авторского материала. Он был встречен большинством критиков достаточно позитивно и, по мнению некоторых из них, по силе звучания и харизме стоит в одном ряду с творчеством Чистякова времён группы «Ноль».
10 февраля 2016 Фёдор Чистяков сообщил об отмене концертов в Крыму:
Я не собираюсь обсуждать вопрос о правомерности присоединения Крыма. Решение не ехать не связано с моим отношением к этому вопросу. Просто я — не хочу, чтобы хоть у кого-нибудь был повод думать, что я имею хоть малейшее отношение ко всей этой истории. Вот поэтому я не поеду с концертами в Крым. Лучше, я предпочту выплатить все неустойки за отмену мероприятий. Петь там сейчас, я просто не смогу. Желаю всем мира, счастья. И уже поскорее бы", — отметил Чистяков.
24 апреля 2017 года Чистяков выпустил сингл «Сорвало башню», посвящённый памяти Александра Башлачёва. Представляя его, он вспоминает «в разное время с небольшим разрывом мы были с ним на одной и той же даче с очень плохой репутацией», и говорит, что писал эту песню, пройдя через очень похожий опыт.
В ноябре того же года был представлен сборник перезаписанных хитов «Ноля» под названием «Ноль+30», посвящённый юбилею выхода первого альбома группы.
В июле 2017 года Фёдор Чистяков во время тура в США объявил об эмиграции из России. Такое решение он принял после получения известий о том, что в России запретили «Свидетелей Иеговы».
Позднее, в августе 2017, через своего директора он объявил, что отказываться от российского паспорта не собирается, но будет больше времени проводить вне РФ.
10 сентября 2017 года Чистяков записал концертный альбом Rock, Blues & Drive («Рок, блюз и драйв»). Это видеоверсия концерта, сыгранного 13 мая 2017 года в Санкт-Петербурге. В работе над альбомом приняли участие группа «Кафе» и музыканты Иван Жук, Владимир Кожекин и Сергей Чиграков. На альбоме была впервые опубликована качественная запись песни «Харлей Дэвидсон»
1 марта 2018 года был выпущен новый студийный альбом Фёдора Чистякова «Нежелательная песня».
Чистяков работал с 2017 по 2021 год композитором в первом сезоне (52 серии) мультсериала «Простоквашино», первая серия которого вышла 3 апреля 2018 года. По словам художественного руководителя проекта Елены Черновой «Композитор сочинил музыку, в которую все влюбляются. Основная тема окрыляет…»

### 2020-е годы
1 июня 2020 года Фёдор Чистяков выпустил ремастер-версию альбома «Бармалей Инкорпорейтедъ», приуроченную специально ко Дню защиты детей и доступную исключительно в цифровом формате.
15 июня 2020 года вышел новый сингл музыканта «Последний из Могикан», давший название его грядущему альбому, который был выпущен 1 июля. В альбом вошли композиции, записанные исполнителем в 2019—2020 годах в США. Половину альбома составили песни из репертуара группы Ноль, переведённые на английский язык. Также пластинка включает издававшиеся ранее в виде синглов «Лохнесс» и «Вата» и записанные в новой версии «День рождения умершего» и «Песня одноглазого пирата».
22 декабря 2020 года на сайте Bandcamp вышел сборник «Ордер на арест», изданный как ответ на злободневные события. Все вошедшие в него песни ранее публиковались на номерных альбомах Чистякова.

## Общественная позиция
В 2016 году объявил об отмене всех выступлений и гастролей в Крыму.
В 2022 году выступил с резким осуждением Вторжения России на Украину.

## Дискография

### Сольная дискография

#### Студийные альбомы
| №  | Год выпуска | Год записи | Название                                   | Лейбл | Комментарий |
| -- | ----------- | ---------- | ------------------------------------------ | ----- | ----------- |
| 1  | 1997        | 1996       | «Когда проснётся Бах»                      |       |             |
| 2  | 1999        | 1997—1998  | «За седьмым перевалом»                     |       |             |
| 3  | 1999        | 1998       | «Песня для друга, который любит рок»       |       |             |
| 4  | 2000        | 1999       | «Bayan, Harp & Blues. Подмосковные вечера» |       |             |
| 5  | 2001        | 2000       | «Бармалей Инкорпорейтедъ»                  |       |             |
| 6  | 2003        | 2003       | «Ондатр»                                   |       |             |
| 7  | 2004        | 2004       | «Блюз кубинского негра»                    |       |             |
| 8  | 2010        | 2010       | «Дежавю»                                   |       |             |
| 9  | 2011        | 2011       | «Updated2012»                              |       |             |
| 10 | 2013        | 2012—2013  | «Правило игры»                             |       |             |
| 11 | 2016        | 2016       | «Без дураков»                              |       |             |
| 12 | 2016        | 2016       | «Ноль+30»                                  |       |             |
| 13 | 2017—2018   | 2018       | «Нежелательная песня»                      |       |             |
| 14 | 2020        | 2019—2020  | «Последний из Могикан»                     |       |             |
| 15 | 2022        |            | «Песни на чёрный день»                     |       |             |

#### Концертные альбомы
| № | Год выпуска | Год записи | Название                                | Лейбл | Комментарий |
| - | ----------- | ---------- | --------------------------------------- | ----- | ----------- |
| 1 | 2002        | 2000       | «Баян с гармошкой в зоопарке»           |       |             |
| 2 | 2002        | 2001       | «Акустические свойства зелёной комнаты» |       |             |
| 3 | 2007        | 2004       | «Ондатра брать живым»                   |       |             |
| 4 | 2010        | 2010       | «Концерт на улице Ленина»               |       |             |
| 5 | 2010        | 2010       | «Житие Цикория»                         |       |             |
| 6 | 2012        | 2012       | «UPDATEDLIVE»                           |       |             |
| 7 | 2017        | 2017       | «Рок, блюз и драйв»                     |       |             |

#### Сборники
| № | Год выпуска | Год записи | Название                        | Лейбл | Комментарий |  |
| - | ----------- | ---------- | ------------------------------- | ----- | ----------- |  |
| 1 | 2003        | 1997—2002  | «Концерт для баяна с ансамблем» |       |             |  |
| 2 | 2009        | 2005—2009  | «Кинопробы»                     |       |             |  |
| 3 | 2020        | 2009—2019  | «Ордер на арест»                |       |             |  |

### В составе разных групп

#### Студийные альбомы
| №  | Год выпуска | Год записи | Название                             | Лейбл | Группа          | Инструменты                                                               |
| -- | ----------- | ---------- | ------------------------------------ | ----- | --------------- | ------------------------------------------------------------------------- |
| 1  | 2000        | 1984       | Scrap                                |       | Scrap           |                                                                           |
| 2  | 1986        | 1985—1986  | «Музыка драчёвых напильников»        |       | «Ноль»          | вокал, баян, гитара, бас                                                  |
| 3  | 1989        | 1989       | «Сказки»                             |       | «Ноль»          | вокал, баян, акустическая гитара, балалайка, клавишные                    |
| 4  | 1990        | 1990       | «Северное буги»                      |       | «Ноль»          | вокал, баян, балалайка, клавиши, акустическая гитара, электрогитара, бас. |
| 5  | 1995        | 1990       | «Говнорок»                           |       | «Чёрные индюки» |                                                                           |
| 6  | 1991        | 1990       | «Песня о безответной любви к Родине» |       | «Ноль»          | вокал, баян                                                               |
| 7  | 1992        | 1992       | «Полундра»                           |       | «Ноль»          | вокал, баян, фузз, акустическая гитара, электрогитара                     |
| 8  | 1992        | 1991—1992  | «Созрела дурь»                       |       | «Ноль»          | вокал, баян, клавишные                                                    |
| 9  | 2004        | 2001       | «Блюз кубинского негра»              |       | F4Band          |                                                                           |
| 10 | 2010        | 2009—2010  | «Дежавю»                             |       | F4Band          |                                                                           |
| 11 | 2011        | 2010       | «Updated2012»                        |       | F4Band          |                                                                           |

#### Концертные альбомы
| № | Год выпуска | Год записи | Название                        | Лейбл | Группа | Инструменты |
| - | ----------- | ---------- | ------------------------------- | ----- | ------ | ----------- |
| 1 | 1990        | 1987—1990  | «Школа жизни»                   |       | «Ноль» | вокал, баян |
| 2 | 1999        | 1997—1998  | «Что так сердце растревожено»   |       | «Ноль» | вокал, баян |
| 3 | 2010        | 1988       | «6 Ленинградский Рок-фестиваль» |       | «Ноль» |             |
| 4 | 2011        | 1987—1988  | «Горбушка 5»                    |       | «Ноль» |             |
| 5 | 2010        | 2009—2010  | «Концерт на улице Ленина»       |       | F4Band |             |
| 6 | 2010        | 2010       | «Житие Цикория»                 |       | F4Band |             |
| 7 | 2012        | 2011       | «Updatedlive»                   |       | F4Band |             |